# ムサ・ドゥンビア
ムサ・ドゥンビア（フランス語: Moussa Doumbia、1994年8月15日 - ）はマリとコートジボワールのサッカー選手。マリ代表。ポジションはMF。

## 経歴
2014年6月16日、FCロストフと4年契約を結んだ。
2017年2月25日、FCアルセナル・トゥーラに期限付き移籍。
2018年6月27日、リーグ・アンに昇格したスタッド・ランスに4年契約で移籍した。
2022年6月29日、FCソショー＝モンベリアルへ完全移籍。

## 代表歴
2014年6月29日、中国代表と戦うマリ代表の親善試合でA代表初キャップを獲得。
2018年3月20日、日本代表との親善試合を戦うA代表に召集されたが出場機会はなかった。試合は1-1の引き分けに終わった。

## エピソード
2016年10月8日のワールドカップアフリカ最終予選のコートジボワール代表戦で、試合中に交錯して失神。舌を呑みこむが、セルジュ・オーリエに救助されて一命を取り留めた。